# Джуканович, Алекса
Алекса Джуканович (серб: Алекса Ђукановић; род. 4 января 1998. года в Белграде, СРЮ)  — сербский писатель, литературный и театральный критик, редактор и публицист.

## Биография
Родился в 1998 году в Белграде, Союзная Республика Югославия. Он получил высшее образование в Белграде в 2022 году со степенью бакалавра и специализацией в области юридических и экономических наук и государственного управления. Он живет в Белграде. Он публикует прозу и критику в белградском новостном журнале «НИН», газетах «Политика», «Вечерние новости» и «Данас». Его проза и критика были опубликованы почти во всех крупных литературных журналах и веб-порталах, посвященных искусству, культуре и социальным вопросам в Сербии и на Балканах, а также в Европе. Занимается литературной, кино- и театральной критикой. Он является членом Ассоциации писателей Воеводины и других важных ассоциаций и учреждений культуры, искусства и социальных связей в Сербии и за рубежом (Сербская духовная академия, Сербский литературный кооператив и др.). Он является почетным пожизненным членом Фонда «Нааман» и Дома культуры Ливана. Он был редактором литературных журналов «Сизиф» (Кралево, 2020–2021.) и «Литературная гильдия» (Белград, 2023–2024.).

## Творчество
• Europa in extremis (тексты и эссе), 2021.
• Еретические стихи (поэзия), 2021.
• Книга Очерков (очерки), 2021.
• Падший инквизитор (фэнтезийный роман), 2021.
• Новеллы (двенадцать сборников повестей в одном томе), 2023.
• Монолог Штрауса (сборник из двенадцати рассказов), 2024.
• Последний день хорошего господина Чилича (роман), 2024
• Идеологический габитус Иво Андрича (исследование), 2024.

## Награды
Он является лауреатом нескольких литературных признаний и наград в Сербии, регионе и за рубежом, среди прочего он был награжден:
• 2020 — Сербская Литературная премия «Порталибрис» в области повествовательной прозы – один из нескольких лауреатов премии (Издательство «Порталибрис», Белград, Сербия)
• 2021 — Боснийская Премия «Звонимир Шубич» Сербского общества образования и культуры  «Просвещение» за повествовательную прозу (Сербское образовательное и культурное общество «Просвещение», Сребреница, Босния и Герцеговина)
• 2022 — Боснийская Премия «Бошко Милованович» Сербского общества образования и культуры  «Просвещение» за журналистику в сфере культуры (Сербское образовательное и культурное общество «Просвещение», Сребреница, Босния и Герцеговина)
• 2022 — Сербская Литературная премия «Трагом Настасиевич» в области прозы – один из нескольких победителей (Библиотека «Братья Настасиевича», Верхний Милановац, Сербия)
• 2023 — Ливанская международная литературная премия «Наджи Наман» (Naji Naaman Literary Prize) за творческое литературное произведение по содержанию и стилю, в жанре литературного эссе («Фонд культуры Наджи Наамана», Джуния, Лива́нская Респу́блика)
• 2024 — Американская премия литературной критики «Золотая книга Литературного Титана» (Literary Titan Gold Book Award) за исключительное творчество в повествовании, в номинации зарубежная художественная литература (Организация Калифорнийские профессиональных редакторов, писателей, критиков и преподавателей литературы университетов  «Литературный Титан», Ирвайн – Калифорния, Соединённые Шта́ты Аме́рики)